# Primera División 1950 (Uruguay)
Het seizoen 1950 van de Primera División was het 46e seizoen van de hoogste Uruguayaanse voetbalcompetitie.

## Teams
Er namen tien ploegen deel aan de Primera División tijdens het seizoen 1950. Negen ploegen wisten zich vorig seizoen te handhaven en één ploeg promoveerde vanuit de Primera B: CA Bella Vista kwam in de plaats van het gedegradeerde CA Defensor.
| Club                      | Stad       | Stadion                              | Vorig seizoen |
| ------------------------- | ---------- | ------------------------------------ | ------------- |
| CA Bella Vista            | Montevideo | Parque José Nasazzi                  | 1e (1ª B)     |
| Central FC                | Montevideo | Estadio Parque Palermo               | 9e            |
| CA Cerro                  | Montevideo | Parque Demetrio Arana                | 5e            |
| Danubio FC                | Montevideo | Parque Forno                         | 6e            |
| Liverpool FC              | Montevideo | Estadio Belvedere                    | 8e            |
| Montevideo Wanderers FC   | Montevideo | Estadio Parque Alfredo Víctor Viera  | 7e            |
| Club Nacional de Football | Montevideo | Estadio Centenario                   | 2e            |
| CA Peñarol                | Montevideo | Estadio Centenario                   | 1e            |
| Rampla Juniors FC         | Montevideo | Parque Nelson                        | 3e            |
| CA River Plate            | Montevideo | Estadio Parque Federico Omar Saroldi | 4e            |

## Competitie-opzet
Alle clubs speelden tweemaal tegen elkaar. De ploeg met de meeste punten werd kampioen. De ploeg die laatste werd degradeerde naar de Primera B.

### Kwalificatie voor internationale toernooien
De winnaar van de competitie werd uitgenodigd voor de Copa Internacional de Clubes Campeones (kortweg Copa Rio) in Brazilië. Uruguay was eerder dit jaar wereldkampioen voetbal geworden en de Primera División werd daarom gezien als een van de sterkere competities van de wereld. De Copa Rio wordt beschouwd als een het eerste onofficiële wereldkampioenschap voor clubs en een voorloper van de Wereldbeker en het WK voor clubs. Het heeft echter niet dezelfde status gekregen als die twee latere toernooien en wordt officieel slechts als vriendschappelijk toernooi gezien.

### Torneo Competencia en Torneo de Honor
Voorafgaand aan het seizoen werd het Torneo Competencia gespeeld tussen de ploegen in de Primera División, aangevuld met vier ploegen uit de Primera B. Dit toernooi werd gewonnen door Rampla Juniors FC. Ook werd er gestreden om het Torneo de Honor. Deze prijs werd uitgereikt aan de ploeg die het beste presteerde in het Torneo Competencia en in de eerste seizoenshelft van de Primera División.
In totaal speelden de ploegen in de hoogste klasse dit seizoen driemaal tegen elkaar. De eerste ontmoeting telde mee voor het Torneo Competencia en het Torneo de Honor, de tweede ontmoeting voor de Primera División en het Torneo de Honor en de laatste ontmoeting enkel voor de Primera División.

### Eerste seizoenshelft
Op 13 augustus won CA Peñarol hun openingswedstrijd tegen Rampla Juniors FC, de ploeg die het Torneo Competencia ongeslagen had gewonnen. Ook promovendus CA Bella Vista boekte in hun eerste wedstrijd - tegen Liverpool FC - een overwinning. Een week later verloor Bella Vista van Rampla Juniors; van de vijf ploegen die de eerste wedstrijd hadden gewonnen waren er nog twee over die ook na twee duels nog de maximale score hadden: Peñarol en Club Nacional de Football.
Na nog twee overwinningen voor beide koplopers was het Peñarol dat op de vijfde speeldag de eerste punten liet liggen; de ontmoeting met Danubio FC eindigde in een doelpuntloos gelijkspel. Ook de volgende wedstrijd tegen Bella Vista werd niet gewonnen (2–2), waardoor Nacional hun voorsprong kon verdubbelen. Na zes duels hadden de Tricolores nog altijd de maximale score, twee punten meer dan Peñarol. Central FC, CA Cerro en Rampla Juniors deelden de derde plaats, met vier punten achterstand op Nacional.
In de zevende speelronde speelde Peñarol (tegen Montevideo Wanderers FC) voor de derde keer op rij gelijk. Op 8 oktober brachten ze rivaal Nacional echter diens eerste nederlaag in de competitie toe; de Aurinegros versloegen de koploper met 2–0 en brachten het verschil tussen beide ploegen terug tot één punt. In de laatste wedstrijd van de eerste seizoenshelft speelde koploper Nacional met 3–3 gelijk tegen Central. Omdat Peñarol wel kon winnen stonden beide ploegen halverwege de competitie op een gedeelde eerste plek. Deze resultaten zorgden er ook voor dat Peñarol het Torneo de Honor op hun naam mocht schrijven.
In de tussenstand hadden Nacional en Peñarol een voorsprong van vier punten op Central en Rampla Juniors. Promovendus Bella Vista had na hun zege op de eerste speeldag nog maar één punt behaald en stond op de laatste plaats. Montevideo Wanderers stond een-na-laatste, met een puntje meer dan de Papales.

### Tweede seizoenshelft
De tweede seizoenshelft begon met nederlagen voor Central (tegen Cerro) en Rampla Juniors (tegen Peñarol). De derde plek werd daardoor tijdelijk overgenomen door Cerro, maar zij verloren vervolgens van Nacional, waardoor Rampla Juniors weer de derde plek in handen kreeg. Tijdens de twaalfde speelronde leed Peñarol tegen CA River Plate hun eerste nederlaag. Nacional verloor echter ook (van Danubio) waardoor beide ploegen gedeeld op kop bleven.
Met nog vijf duels te spelen leek zowel de titelstrijd als de degradatiestrijd een gevecht tussen twee clubs te worden: Nacional en Peñarol stonden samen aan kop, met vijf punten meer dan Rampla Juniors. Onderaan de tabel was Bella Vista op gelijke hoogte gekomen met Montevideo Wanderers, maar hun achterstand op de nummer acht (River Plate) was ook vijf punten. In deze gelijke standen kwam de twee daaropvolgende wedstrijden geen verandering: beide koplopers wonnen tweemaal en beide hekkensluiters behaalden een gelijkspel en een nederlaag.
Op 17 december, in de op twee-na-laatste speelronde, speelden Peñarol en Wanderers 3–3 tegen elkaar. Omdat Bella Vista ook gelijkspeelde kon de degradatiestrijd nog altijd alle kanten op. Nacional wist die week echter wel van Rampla Juniors te winnen, waardoor de strijd om het kampioenschap de volgende wedstrijd kon worden beslist. Nacional en Peñarol zouden het tegen elkaar opnemen, en als Nacional zou winnen waren ze landskampioen. De Tricolores slaagden er inderdaad in om met 2–0 te winnen, waardoor hun 21e landstitel ze niet meer kon ontgaan.
Montevideo Wanderers behaalde in de een-na-laatste wedstrijd een overwinning op Cerro, terwijl Bella Vista verloor van River Plate. Hierdoor had Wanderers een voorsprong van twee punten met het ingaan van de laatste speelronde. De ploegen speelden daarin tegen elkaar, dus hadden ze hun lot allebei nog in eigen hand. Bij winst voor Bella Vista zouden beide ploegen gelijk eindigen en beslissingswedstrijden moeten spelen. Bij elk ander resultaat was Bella Vista gedegradeerd. Het duel eindigde met 1–0 in het voordeel voor Bella Vista, waardoor beide ploegen het nogmaals tegen elkaar moesten opnemen in beslissingsduels om te bepalen wie er zou degraderen.
Omdat Nacional hun slotduel tegen Central gelijkspeelde kon Peñarol in het eindklassement de achterstand nog beperken tot twee punten. Rampla Juniors kon middels een zege op Danubio de derde plaats voor zich opeisen, met één punt meer dan Central. Voor Rampla Juniors was dit de derde maal op rij dat ze in de top-drie eindigden; Central behaalde hun beste eindklassering sinds 1941.

### Eindstand
|     | Club                      | Sp. | W  | G | V  | Pnt. | DV | DT | DS  |
| --- | ------------------------- | --- | -- | - | -- | ---- | -- | -- | --- |
| 01. | Club Nacional de Football | 18  | 14 | 2 | 2  | 30   | 52 | 18 | +34 |
| 2.  | CA Peñarol                | 18  | 12 | 4 | 2  | 28   | 39 | 21 | +18 |
| 3.  | Rampla Juniors FC         | 18  | 10 | 2 | 6  | 22   | 35 | 26 | +9  |
| 4.  | Central FC                | 18  | 8  | 5 | 5  | 21   | 37 | 28 | +9  |
| 5.  | CA Cerro                  | 18  | 9  | 0 | 9  | 18   | 37 | 38 | –1  |
| 6.  | Danubio FC                | 18  | 5  | 5 | 8  | 15   | 25 | 3  | –8  |
| 7.  | Liverpool FC              | 18  | 6  | 3 | 9  | 15   | 28 | 41 | –13 |
| 8.  | CA River Plate            | 18  | 4  | 5 | 9  | 13   | 24 | 36 | –12 |
| 9.  | Montevideo Wanderers FC   | 18  | 2  | 5 | 11 | 9    | 25 | 40 | –15 |
| 10. | CA Bella Vista            | 18  | 3  | 3 | 12 | 9    | 20 | 41 | –21 |

### Legenda
| Kleur | Kwalificatie voor                                       |
| ----- | ------------------------------------------------------- |
|       | Copa Rio 1951                                           |
|       | Barragewedstrijden tegen degradatie naar Primera B 1951 |

| Winnaar Primera División 1950       |
| ----------------------------------- |
| Club Nacional de Football 21e titel |

### Barragewedstrijden
Omdat Montevideo Wanderers FC en CA Bella Vista met een gelijk puntenaantal op de laatste plaats eindigden, moesten barragewedstrijden bepalen wie er zou degraderen naar de Primera B. De degradant zou worden beslist over twee duels, maar omdat Bella Vista de eerste wedstrijd met 2–1 won en Montevideo Wanderers in de tweede wedstrijd met 1–0 zegevierde, moest er een extra beslissingswedstrijd worden gespeeld. Dit duel eindigde in een 2–2 gelijkspel. Om een beslissing te forceren werd er daarom geloot; Wanderers won de loting en bleef in de Primera División, terwijl Bella Vista na één seizoen alweer afdaalde naar het tweede niveau.
|          |                |       |                         |            |
| Heenduel | CA Bella Vista | 2 - 1 | Montevideo Wanderers FC | Montevideo |
| Heenduel |                |       |                         | Montevideo |

|           |                         |       |                |            |
| Terugduel | Montevideo Wanderers FC | 1 - 0 | CA Bella Vista | Montevideo |
| Terugduel |                         |       |                | Montevideo |

2–2 op basis van wedstrijdpunten, een beslissingsduel moest worden gespeeld.
|                 |                                  |       |                |            |
| Beslissingsduel | Montevideo Wanderers FC (w.n.l.) | 2 - 2 | CA Bella Vista | Montevideo |
| Beslissingsduel |                                  |       |                | Montevideo |

Montevideo Wanderers FC wint na loting en blijft in de Primera División. CA Bella Vista degradeert naar de Primera B.

#### Topscorers
Juan Ramón Orlandi van landskampioen Club Nacional de Football maakte veertien goals en werd daarmee topscorer van de competitie.
| №  | Speler             | Club                      | Goals |
| -- | ------------------ | ------------------------- | ----- |
| 1. | Juan Ramón Orlandi | Club Nacional de Football | 14    |